# جداماندگی (فیلم)
جداماندگی (به انگلیسی: Disconnect) یک فیلم در ژانر تریلر است که در سال ۲۰۱۲ ساخته شده و در ایالات متحده آمریکا در سال ۲۰۱۳ روی پرده رفت.

## خلاصه داستان
فیلم دربارهٔ زندگی یک زوج، یک نوجوان، و پسری جوان است که به واسطهٔ استفاده از شبکهٔ اجتماعی فیس‌بوک، هرکدام درگیر ماجرایی می‌شود؛ درحالی‌که هریک به دیگری نیز مربوط است.